# Летохов, Владилен Степанович
Владилен Степанович Летохов (10 ноября 1939, Тайшет, Иркутская область — 21 марта 2009, Пучково, Московская область) — советский и российский физик-теоретик, пионер лазерной физики, в частности — метода лазерного охлаждения атомов. Доктор физико-математических наук (1970), профессор. Автор более 850 статей и 17 монографий, наиболее цитируемый советский учёный во всех областях науки за период 1973—1988 годов.

## Биография
Родился в Тайшете (Иркутская область). В 1963 году окончил Московский физико-технический институт и поступил в аспирантуру ФИАН, где работал в 1963—1970 годах под руководством академика Басова. В 1970 году по приглашению Мандельштама перешёл в Институт спектроскопии АН СССР, руководил отделом лазерной спектроскопии, занимал должность заместителя директора. Одновременно с 1972 года являлся профессором МФТИ.
Среди учеников — 60 кандидатов и 12 докторов наук.

## Научная деятельность
Внёс существенный вклад в различные области лазерной физики и её применения, включая лазерную спектроскопию, лазерное управление движением атомов, фотоселективную многофотонную химию, применение лазеров в ядерной физике и биомедицине, нанооптику и астрофизическую спектроскопию. Его ключевые научные достижения кратко описаны ниже.
В области лазерной спектроскопии выполнил новаторские работы по спектроскопии насыщения, предложил и реализовал резонансную ионизационную спектроскопию (RIS), включая лазерное обнаружение одиночных атомов со многими приложениями в аналитике, исследование высоковозбуждённых состояний редких атомов. Выполнил совместно с коллегами первые эксперименты по детектированию молекул с помощью метода RIS и метода многофотонной ионизации с резонансным усилением (REMPI) с масс-спектрометрией. Кроме того, предложена флуоресцентная спектроскопия фотонного всплеска (photon-burst spectroscopy) для обнаружения одиночных атомов и очень редких изотопов), а также фотоакустическая и фототермическая спектроскопия в сочетании с газовой хроматографией и оптоакустической томографией пространственно-неоднородных сред. Методы сверхбыстрой спектроскопии использовались также для изучения процессов сверхбыстрой релаксации в высокотемпературных сверхпроводниках и фуллеренах.
Также получил ключевые результаты в области лазерной спектроскопии с субволновым пространственным разрешением. Предложил, затем в течение 20 лет убеждал других и, наконец, в своей лаборатории экспериментально реализовал лазерную резонансную фотоэлектронную микроскопию с пространственным разрешением около 30 нм и лазерную резонансную фотоионную микроскопию с разрешением около 5 нм. Кроме того, им был предложен новый тип сканирующей оптической микроскопии с нанометровым пространственным разрешением, основанный на резонансном возбуждении флуоресценции из одноатомного возбужденного центра.
В области лазерного управления движением атомов выполнил с коллегами в 1968 и 1973 годы новаторские работы по захвату (каналированию) атомов с помощью градиентной дипольной силы, предложил так называемые «оптические решетки» (optical lattices, molasses), и ввёл определение доплеровского предела для лазерного охлаждения атомов. Впервые также были проведены эксперименты в 1979 году по охлаждению и монохроматизации, коллимации и отражению атомного пучка с помощью лазерного излучения. Впервые было предложено использовать резонатор, подобный резонатору лазера, для ансамбля атомов с высоким вырождением и резкой фокусировкой (до ангстрема) атомного пучка. Летохов и его группа внесли решающий вклад в формирование новой области исследований в области атомной лазерной физики — атомной оптики.
В области селективного взаимодействия лазерного излучения с веществом изучил резонансное взаимодействие лазерного излучения с атомами и молекулами. Предложил, открыл и разработал новую область исследований, имеющих принципиальное значение — фотоселективную многофотонную химию. В этой области ими были выполнены пионерские работы, приведшие к созданию резонансной ступенчатой ионизационной спектроскопии и новой технологии лазерного разделения изотопов. Была предложена и успешно продемонстрирована многофотонная резонансная ионизация молекул (REMPI) в масс-спектрометрии. Сегодня этот метод играет исключительно важную роль в исследовании молекулярной динамики с помощью молекулярных пучков и так далее. Впервые объединил идею фотоселективного возбуждения колебательных состояний молекул с последующим возбуждением реактивных электронных состояний. В настоящее время фотоселективная многофотонная химия является одним из самых мощных инструментов фотохимии. Выступил соавтором новаторских работ, в которых было обнаружено явление многофотонного фотоселективного (изотопически-селективного) колебательного фотовозбуждения и фотодиссоциации многоатомных молекул мощным импульсом ИК-лазера. Эти и последующие работы привели к новой области исследований: многофотонной ИК-лазерной фотофизике и фотохимии молекул в основном электронном состоянии, а также к разработке нового метода разделения изотопов ИК-излучением, который был реализован на промышленном уровне.
Также занимался исследованиями лазеров с сильно разупорядоченной средой усиления (random lasers) нанооптики, нанофотоники и наноплазмоники, а в последние годы — изучением лазерных эффектов в атмосферах звезд, которые он предсказал в начале своей карьеры.
Работы Летохова по лазерному охлаждению и детектированию атома стали определяющими для развития квантовых технологий, в частности, идеи и исследования послужили основой для работ Чу, Коэна-Таннуджи и Филлипса по лазерным методам охлаждения атомов, за которые они получили в 1997 году Нобелевскую премию по физике.

## Редакционная деятельность
- Соредактор: Серия монографий: Laser Science and Technology (Harwood Academic Publ) ed. by V.S.Letokhov, C.V.Shank, Y.R.Shen, and H.Walther (вышло 20 томов).
- Соредактор: Lasers in the Life Sciences (1986—2009)
- Соредактор: Laser Chemistry (1982—2009)
- Соредактор: Nonlinear Optics (1991—2009)
- Вестник Российской академии наук
- Журнал экспериментальной и теоретической физики (ЖЭТФ) (1980—1982)
- Квантовая электроника (1974—2009)
- Optics Communications (1976—2009)
- Optics Letters (1977, 1979—1980, 1982—1986, 1988—1990)
- Comments on Atomic and Molecular Physics (1977—2009)
- Journal of Modern Optics (part «Optics Acta») (1986—2009)
- Chemical Physics (1981—2009)
- Chemical Physics Letters (1991—2009)
- Nuovo Cimento B (1977—1982)
- Nuovo Cimento D и Р (1995—2009)
- Chinese Journal of Lasers (1989—1997)
- Applied Physics B (1980—1992)
- Laser Focus (1971—1982)
- Spectrochimica Acta B
- Journal of Applied Spectroscopy
- Heralds of the Russian Academy of Sciences

## Награды
- Ленинская премия (совместно с Вениамином Чеботаевым, за 1978 год) — за цикл работ по нелинейным узким резонансам в оптике и их применению
- Почётная медаль в честь 600-летнего юбилея Гейдельбергского университета (Германия) (1986)
- Премия в области квантовой электроники и оптики Европейского физического общества (1998) за пионерский вклад в изучение физике взаимодействия лазерного излучения с веществом, включая атомную оптику, лазерное охлаждение атомов, лазерную химию и методы лазерной аналитической спектроскопии
- Государственная премия России (в составе группы, за 2002 год) — за цикл работ «Физико-технические основы лазерного разделения изотопов методом селективной многофотонной диссоциации молекул»
- Премия имени Рождественского (совместно с Виктором Балыкиным, за 2001 год) — за цикл работ «Лазерное охлаждение и пленение атомов»
- Грант Эрландера (Швеция) (2000)
- Почётный гражданин Троицка (2000)
- Почётный профессор Эколь Нормаль (Франция), университетов Аризоны, Беркли и Айовы (США), Лундского университета (Швеция)
- Почётный член Американского оптического общества (OSA, США, 1977)
- Внешний член Общества Макса Планка (Германия, 1989)
- Член Европейской академии искусств и наук (1996)
- Почётный член всемирного инновационного фонда (2000)
- Член Европейской академии (2002)
- Член общества Лейбница (Германия, 2003)

## Память
В 2011 году Оптическим обществом имени Рождественского учреждена медаль Летохова, которая присуждается ежегодно молодым учёным за новаторские работы в лазерной физике, нелинейной оптике и их приложениям.
В 2018 году Европейское физическое общество (EPS) учредило свою высшую награду — премию EPS имени Владилена Летохова (EPS Vladilen Letokhov award) за исключительные достижения в области взаимодействии лазерного излучения с веществом, чтобы признать его выдающийся вклад в развитие лазерной физики, в частности спектроскопии атомов и молекул, лазерной манипуляции атомами и изучение процессов в сильных полях. Медаль вручается каждый нечетный год на крупной Европейской конференции. Приз состоит из медали, сертификата и денежной премии, которая в настоящее время установлена в размере 5000 евро.
Новаторские работы Летохова были отмечены в 2018 году при присуждении Институту спектроскопии РАН (ИСАН) знака отличия Европейского физического общества — EPS Historic Site, на памятной доске которого указано, что «здесь в творческой атмосфере группа молодых исследователей, возглавляемая Владиленом Летоховым, выполнила первые в мире эксперименты по лазерному захвату и охлаждению атомов, что привело к созданию новых направлений в физике, а также пионерские эксперименты по лазерному разделению изотопов с использованием методов селективного лазерного возбуждения атомов и молекул, что привело к созданию новой области лазерной химии.»
В ИСАН установлена мемориальная доска «В. С. Летохов ИСАН 1970—2009» и сохранен кабинет Летохова как мемориальный кабинет.
Именем профессора Летохова названа улица в городском округе Троицк Троицкого административного округа города Москвы

## Публикации
- Статьи В. С. Летохова в журнале УФН
- В. С. Летохов, В. П. Чеботаев, Принципы нелинейной лазерной спектроскопии (М.: Наука, 1975), 279 с.
- V. S. Letokhov, Laser-Spectroskopie (Berlin: Verlag, 1977), 221 pp.
- V. S. Letokhov, V. P. Chebotayev, Nonlinear Laser Spectroscopy (Berlin: Springer, 1977), 466 pp., ISBN 978-3-662-13487-0.
- В. С. Летохов, Н. Д. Устинов, Мощные лазеры и их применение (Москва: Советское радио, 1980), 112 с. V.S. Letokhov, N.D. Ustinov, Powerful Lasers and their Applications (New York: Harwood Acad. Publ., 1983), 128 pp. (перевод с русского издания)
- V. S. Letokhov, Nonlinear Laser Chemistry. Multiple-Photon Excitation (Springer Series in Chemical Physics vol 22) (Berlin: Springer, 1983), 417 pp., ISBN 978-3-642-87646-2.
- В. С. Летохов, Нелинейные селективные фотопроцессы в атомах и молекулах (Москва: Наука, 1983), 408 с.
- Е. П. Велихов, В. Ю. Баранов, В. С. Летохов, Е. А. Рябов, А. Н. Старостин, Импульсные CO2-лазеры и их применение для разделения изотопов (Москва: Наука, 1983), 304 с.
- V. N. Bagratashvili, V.S. Letokhov, A.A. Makarov, and E.A. Ryabov, Multiple Photon Infrared Laser Photophysics and Photochemistry (New York: Harwood Acad. Publ., 1986), 512 pp.
- В. П. Жаров, В. С. Летохов, Лазерная оптико-акустическая спектроскопия (Москва: Наука, 1984), 320 с. V.P. Zharov, V.S. Letokhov, Laser Optoacoustical Spectroscopy (Springer Series in Optical Sciences vol 37) (Berlin: Springer, 1986), 327 pp., ISBN 978-3-540-39492-1. (перевод с русского издания)
- В. С. Летохов. Лазерная фотоионизационная спектроскопия (Москва: Наука, 1987), 317 с. V.S. Letokhov, Laser Photoionization Spectroscopy (New York: Academic Press), 353 pp., 978-0-124-31605-8. (перевод с русского издания)
- В. С. Летохов, Ю. А. Матвеев, А. В. Шарков и др. Лазерная пикосекундная спектроскопия и фотохимия биомолекул. — М.: Наука, 1987.
- В. Г. Миногин, В. С. Летохов, Давление лазерного излучения на атомы (Москва: Физматгиз, 1986) 222 с. V.G. Minogin, V.S. Letokhov, Laser Light Pressure on Atoms (New York: Gordon and Breach, 1987) 248 pp., ISBN 2-88124-080-1. (перевод с русского издания)
- В. С. Летохов, В. П. Чеботаев, Нелинейная лазерная спектроскопия сверхвысокого разрешения (Москва: Наука. 1990), 512 с.
- V.I. Balykin, V.S. Letokhov, Atom Optics with Laser Light (New York: Harwood Acad. Publ., 1995) 115 pp., ISBN 3-7186-5697-3.
- V. S. Letokhov, Laser Control of Atoms and Molecules (Oxford: Oxford University Press, 2007) 320 pp, ISBN 978-0-19-852816-6.
- V. S. Letokhov, From Siberia to Laser Science (Dalla Siberia alla Scienza del Laser) (Rome: Di Renzo Editore, 2008), 125 pp.
- V. S. Letokhov, S. Johansson, Astrophysical Lasers (Oxford: Oxford University Press, 2009), 252 pp, ISBN 978-0-19-954827-9.
- В. Н. Баграташвили, В. С. Летохов, А. А. Макаров, Е. А. Рябов. Многофотонные процессы в молекулах в ИК лазерном поле. Часть I. Москва. ВИНИТИ, 1980. Часть II. Москва. ВИНИТИ, 1981.